# Nehoda na autobusové zastávce v Bratislavě
Nehoda na autobusové zastávce v Bratislavě je událost, kdy v neděli 2. října 2022 ve 22.24 vjelo auto na zastávku městské hromadné dopravy Zochova v centru Bratislavy a srazilo na ní stojící lidi. Zranění podlehli čtyři lidé na místě, pátá oběť pak zemřela po převozu do nemocnice, ve které též zůstává pět těžce zraněných.

## Průběh a oběti neštěstí
Nehoda se stala zhruba půl druhé hodiny před půlnocí. Automobil typu Škoda Superb ve vysoké rychlosti narazil do davu lidí stojící na zastávce, ze které spoje MHD pokračují například na největší bratislavské sídliště Petržalka či do studentského městečka v Mlynské dolině. Tři lidé podlehli těžkým zraněním na místě, jednoho člověka se snažili oživit přivolaní záchranáři, ale neúspěšně. Pátá oběť podlehla těžkým zraněním o den později v nemocnici. Nehoda si vyžádala také 5 zraněných.

## Vyšetřování
Po nehodě vyšlo najevo, že vozidlo řídil Dušan Dědeček, generální sekretář deaflympijského výboru Slovenska. Policie mu při dechové zkoušce naměřila 1,6 promile alkoholu. V autě s ním cestoval i jeho syn, rovněž pod vlivem alkoholu. Dědeček byl následně obviněn z trestního činu všeobecné ohrožení, za což mu hrozí až doživotní trest.

## Reakce
Na tragickou dopravní nehodu, která nemá v moderních dějinách Slovenska obdobu, reagovali vrcholní představitelé slovenské politiky. Místo nehody navštívila slovenská prezidentka Zuzana Čaputová, ministr vnitra Roman Mikulec a slovenský policejní prezident Štefan Hamran. Kondoloval i český prezident Miloš Zeman. Jelikož čtyři z pěti obětí byli studenti, na tragickou událost reagovalo i vedení slovenské Univerzity Komenského. Někteří měli v pondělí poprvé nastoupit na vysokou školu.

## Galerie

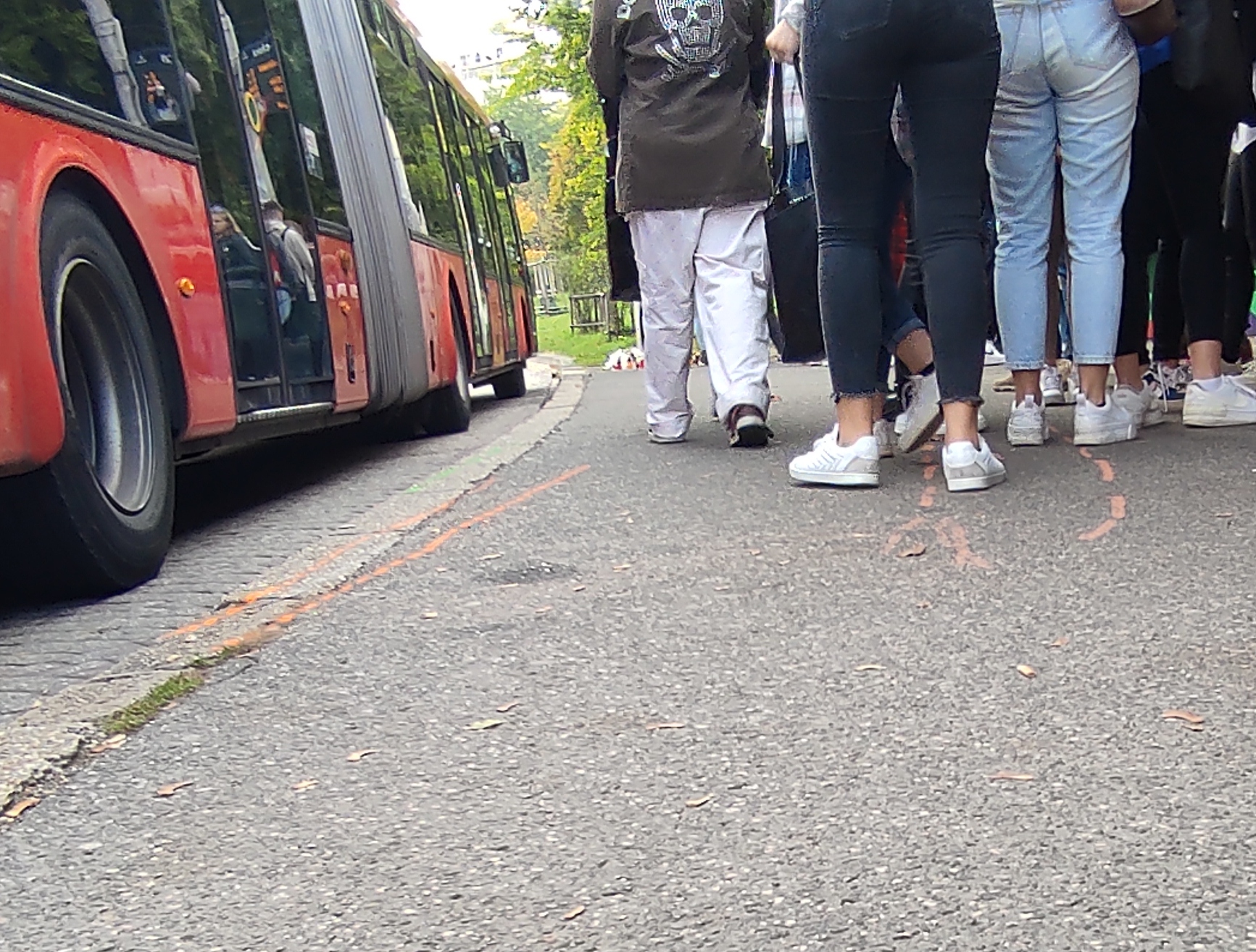
Místo, kde vjel automobil na zastávku označeno barvou
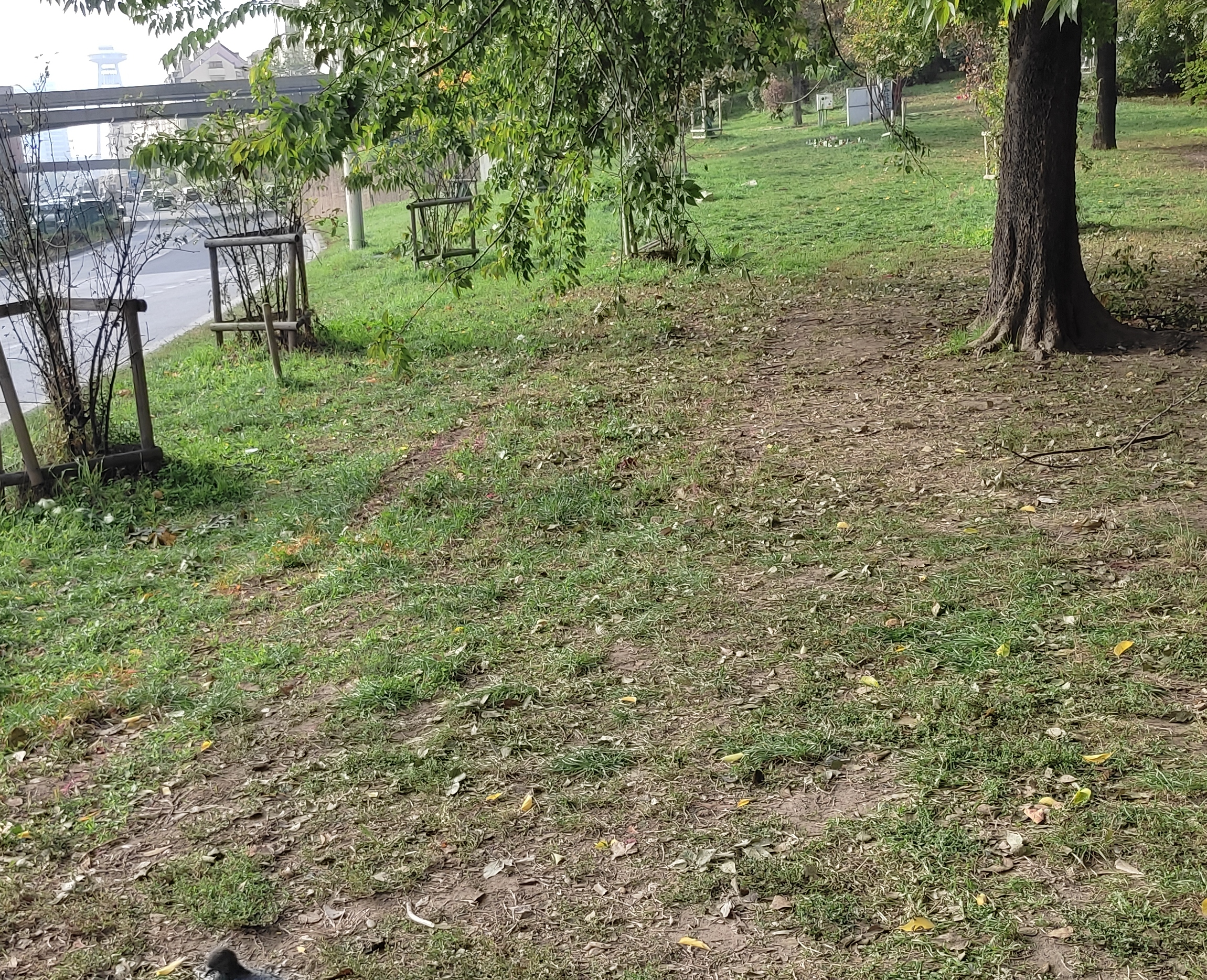
Kolejnice vyryté od auta v trávě
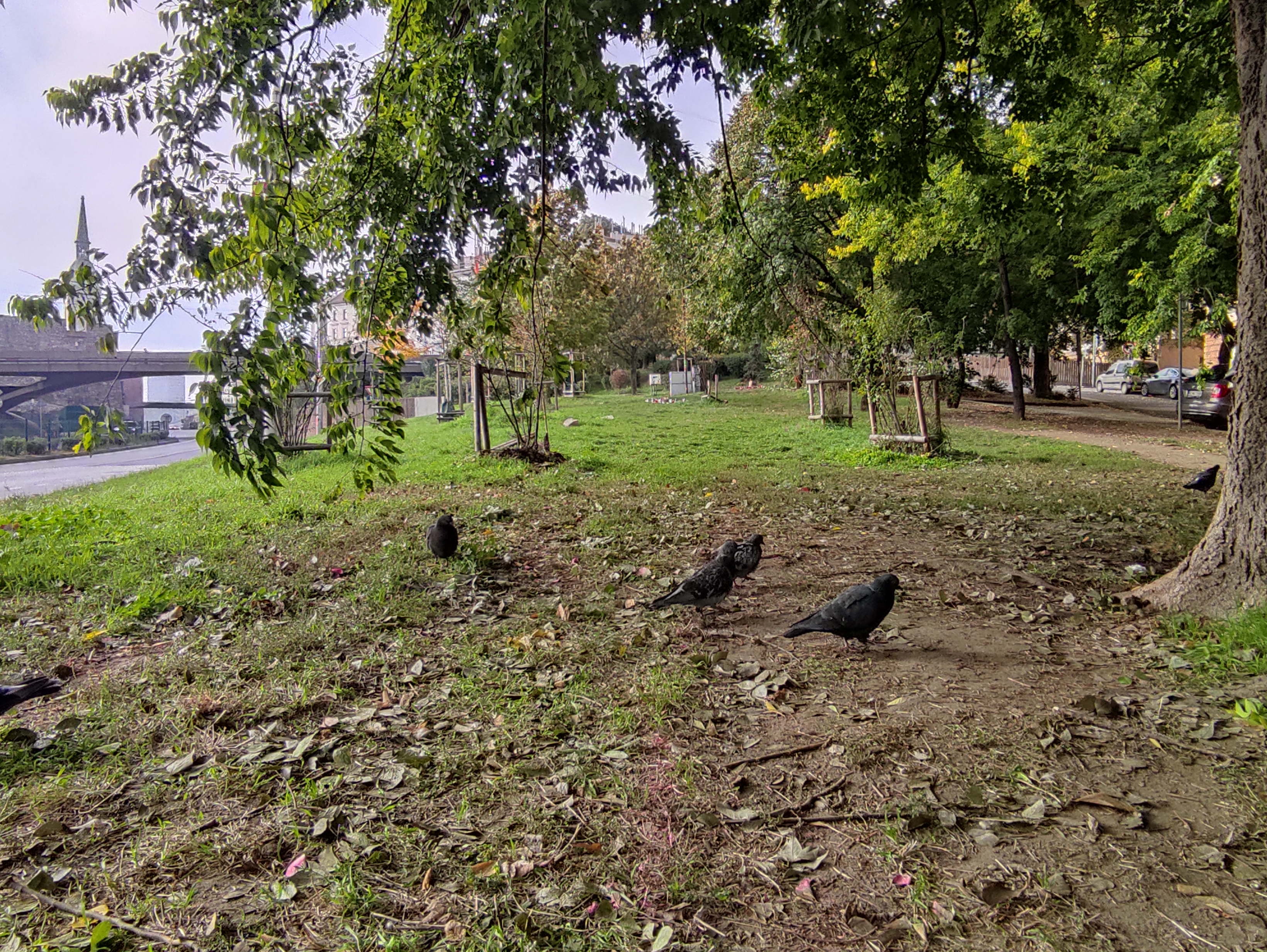
Cesta vozu přes park
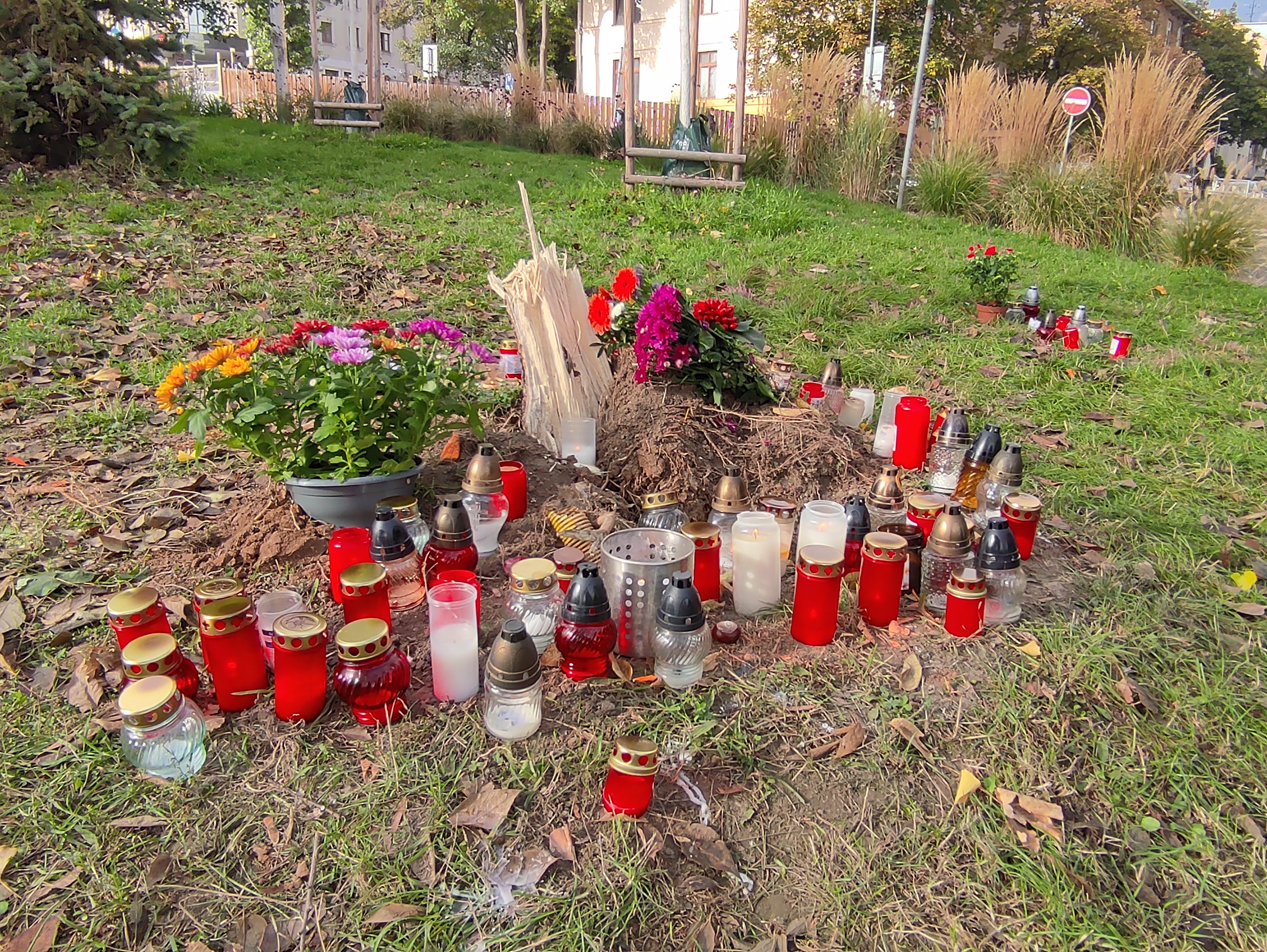
Místo, kde vůz zlomil strom. Po několika metrech za tímto místem se zastavil
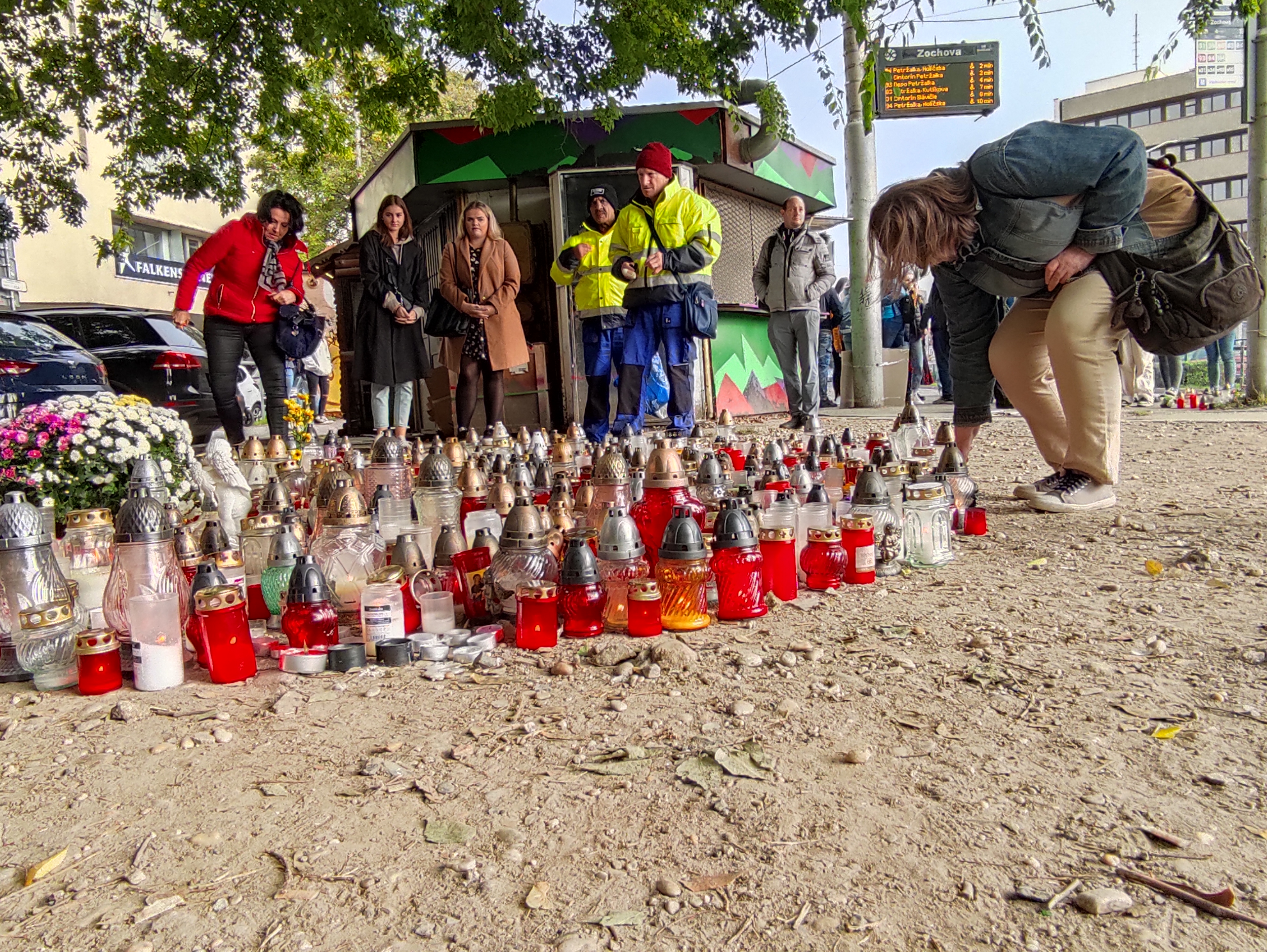
Lidé zapalující svíčky na místě nehody
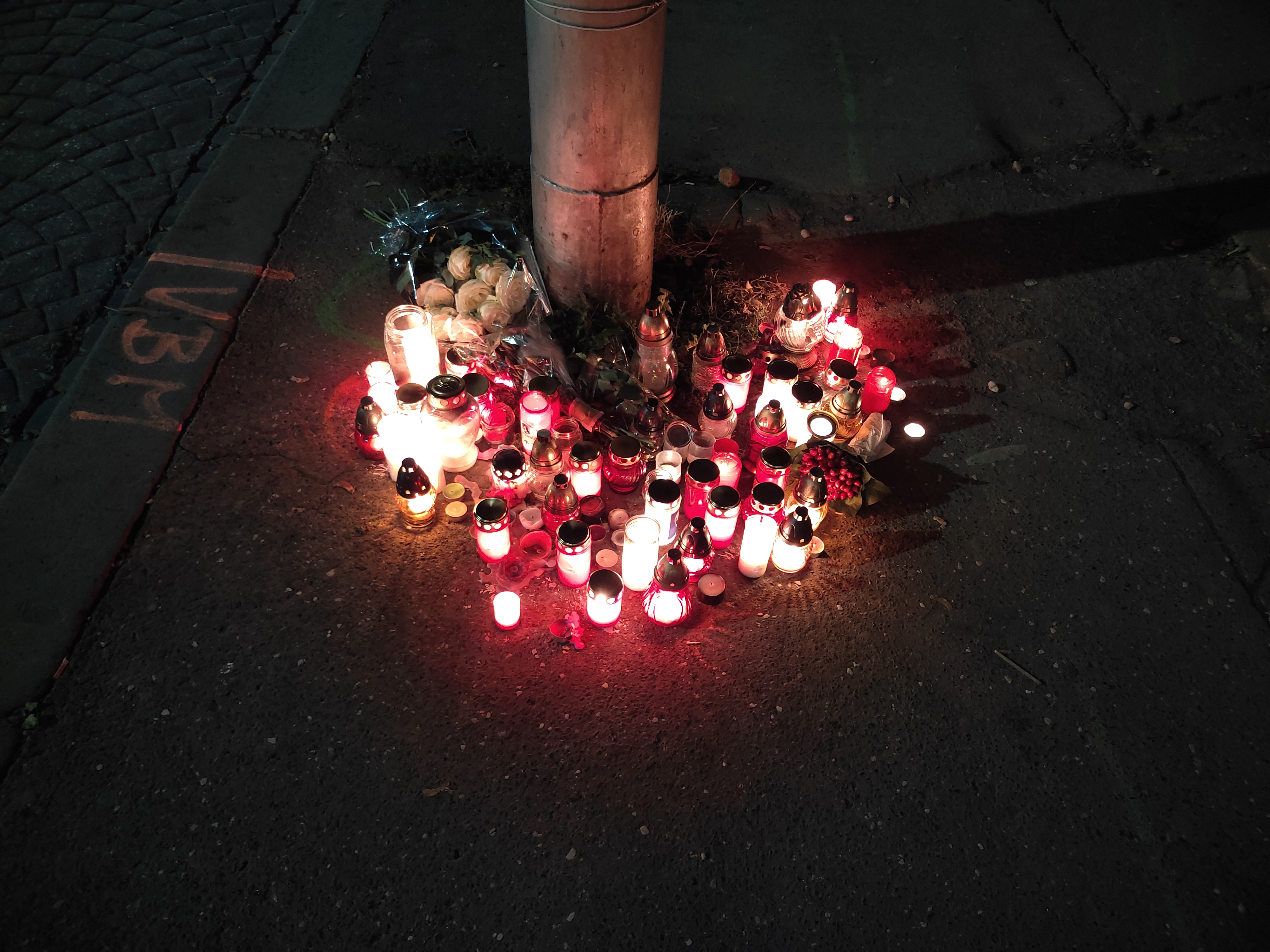
Svíčky za mrtvé na zastávce Zochova